# Cyrilla racemiflora
Cyrilla racemiflora är en tvåhjärtbladig växtart som beskrevs av Carl von Linné. Cyrilla racemiflora ingår i släktet Cyrilla och familjen Cyrillaceae. Inga underarter finns listade i Catalogue of Life.

## Bildgalleri

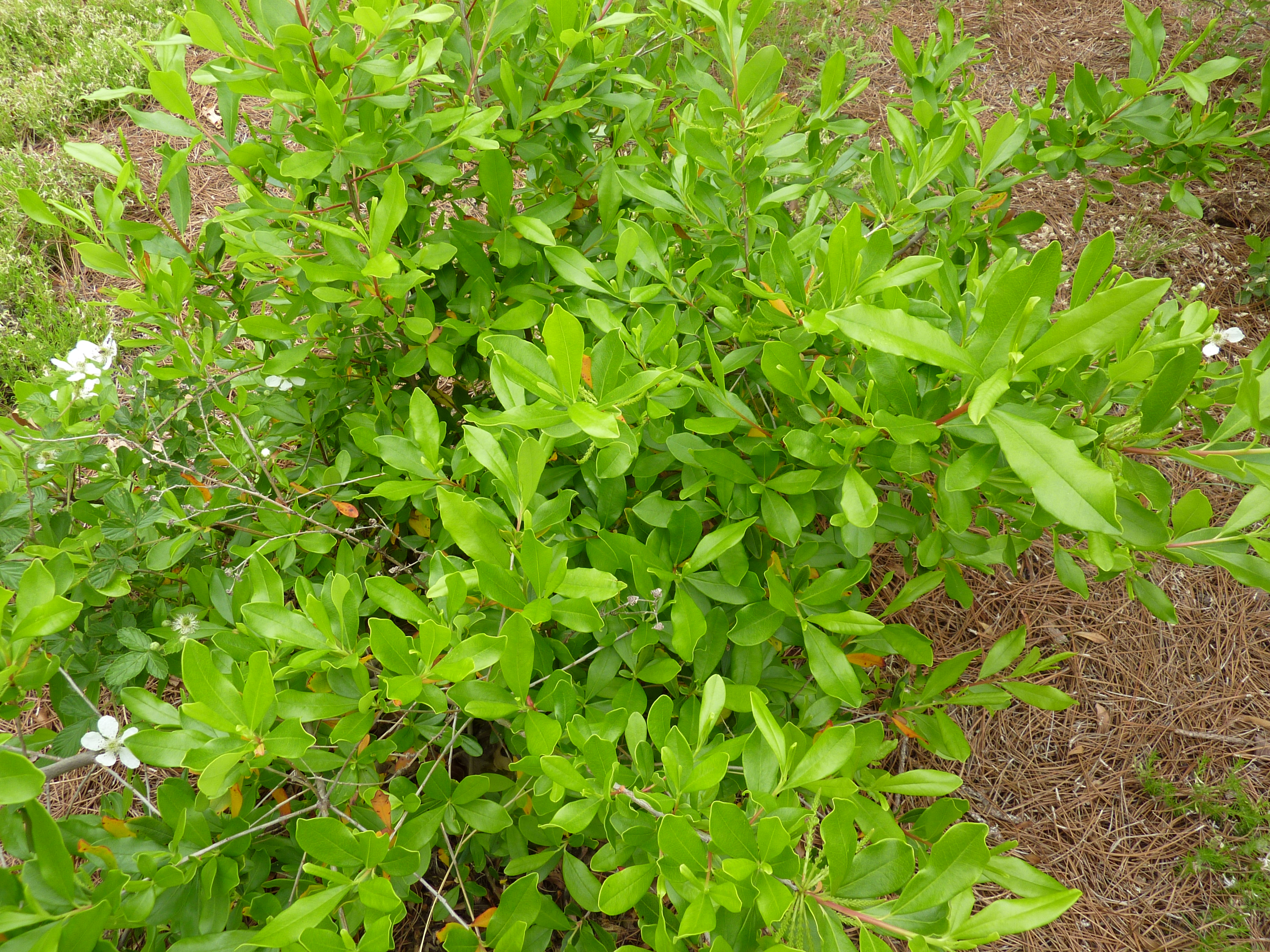
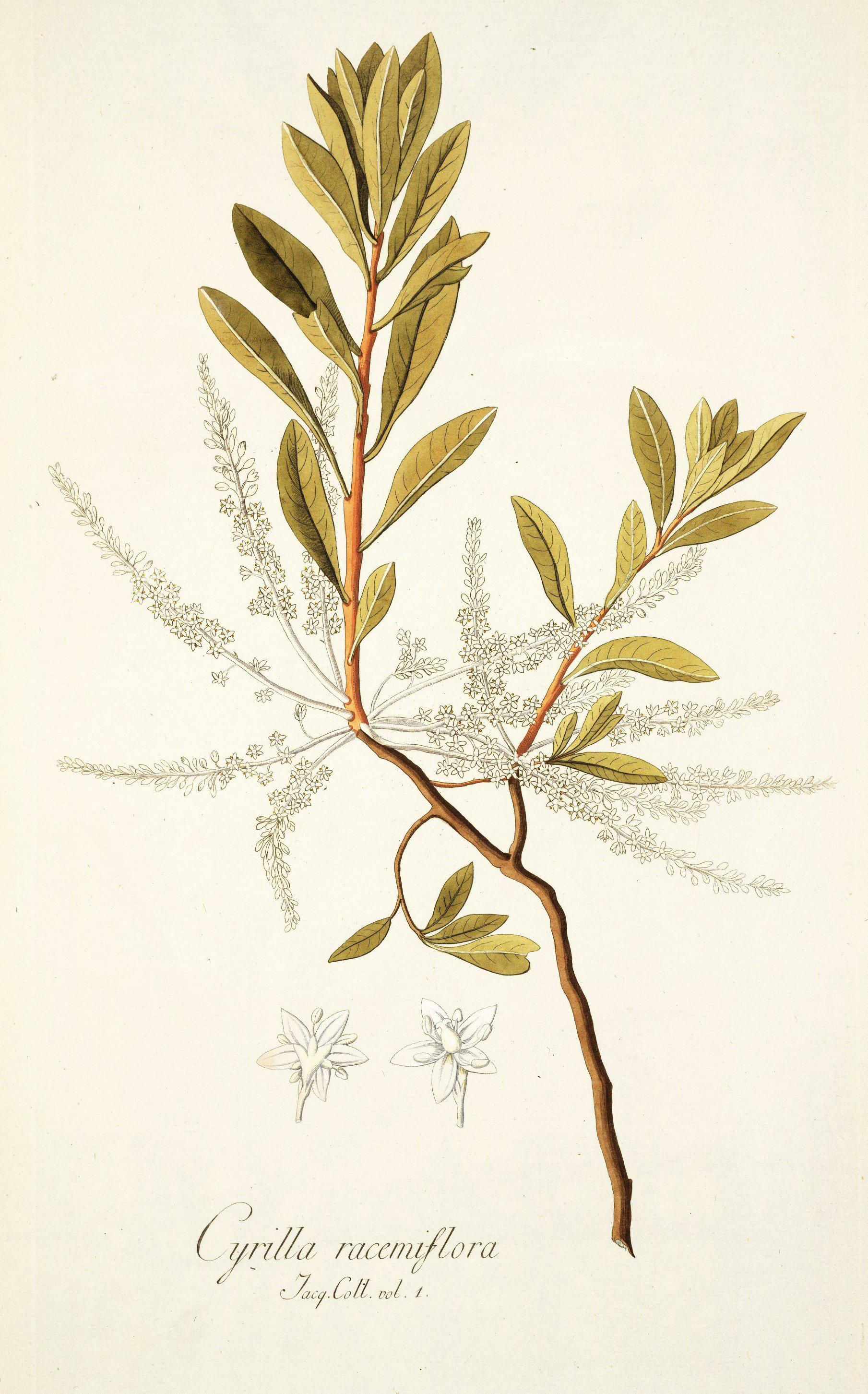
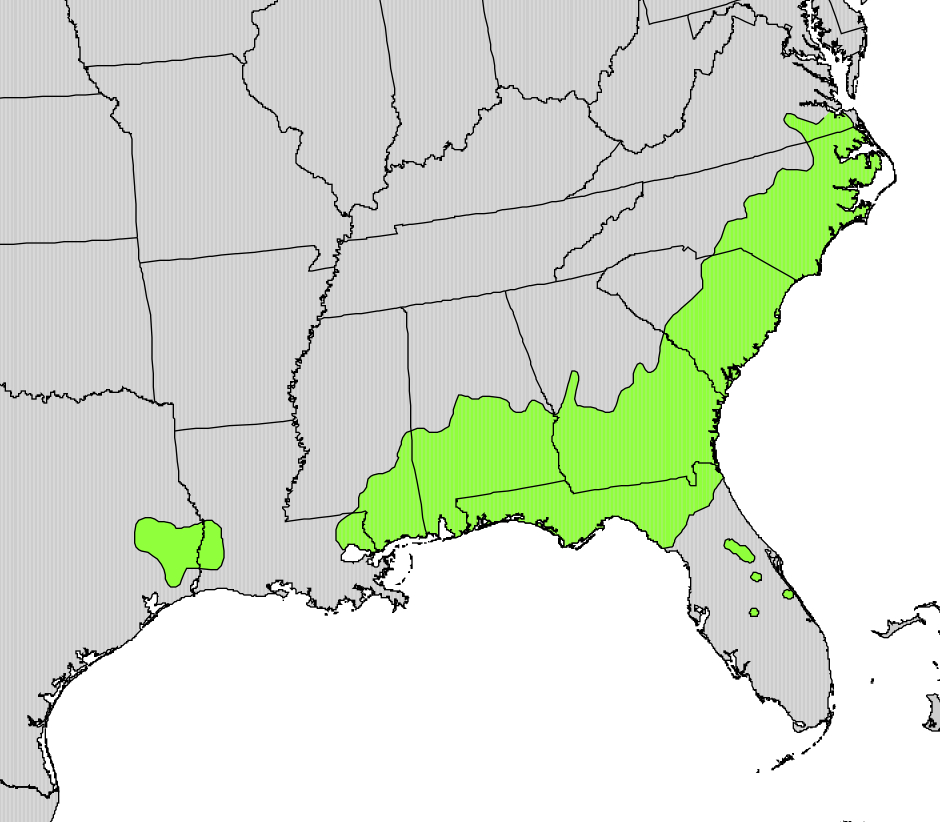
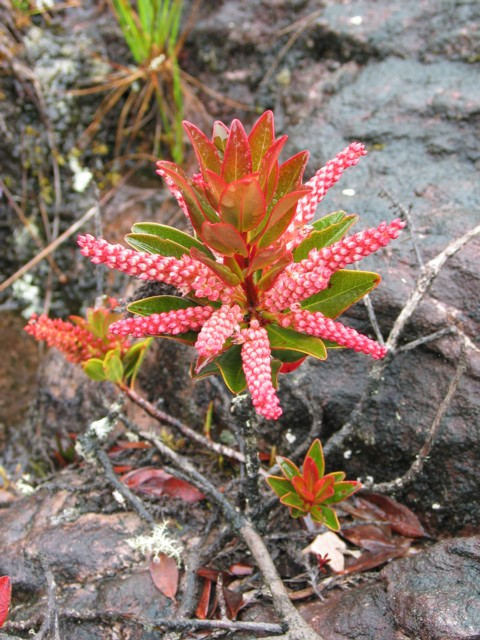
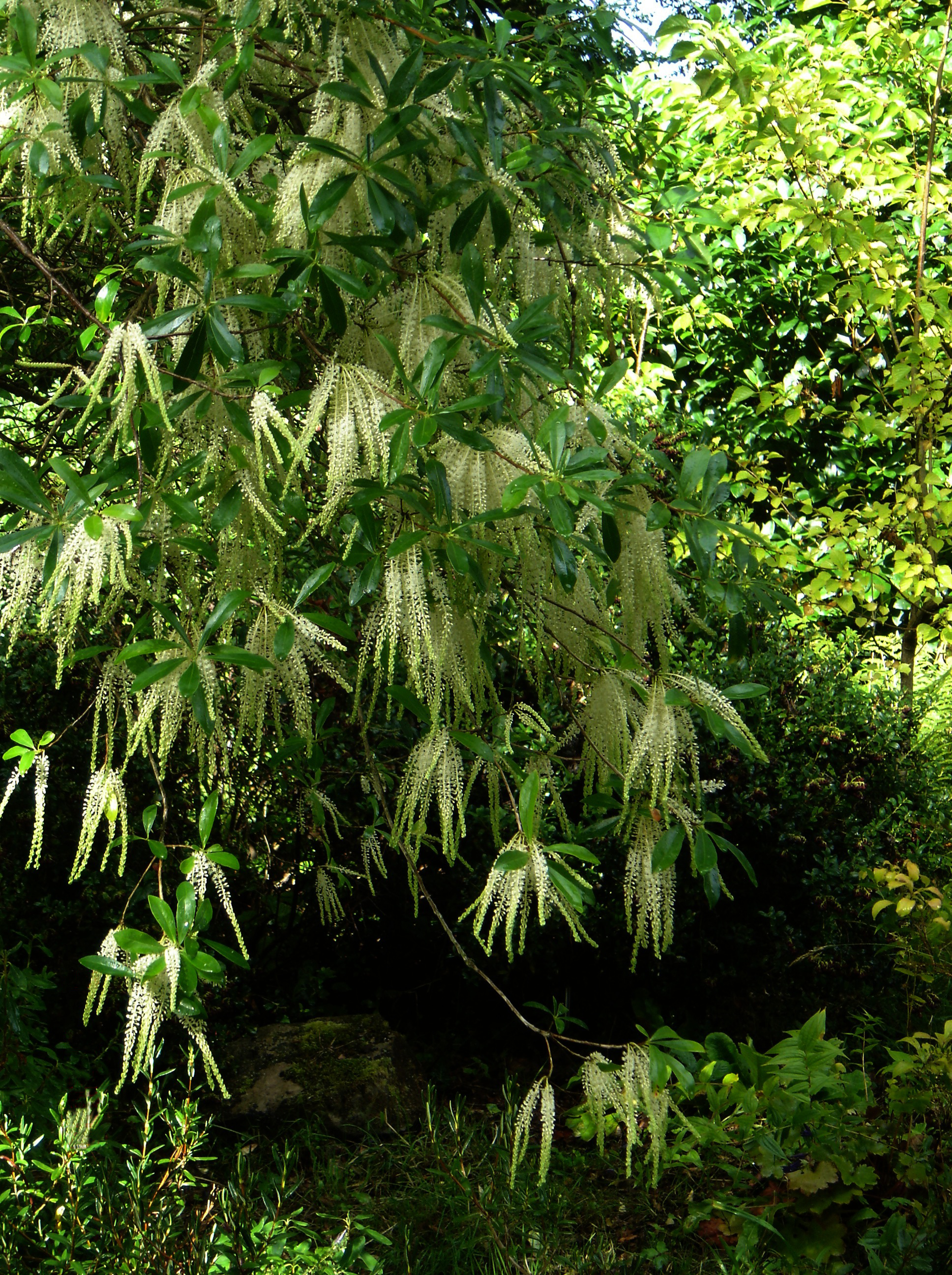
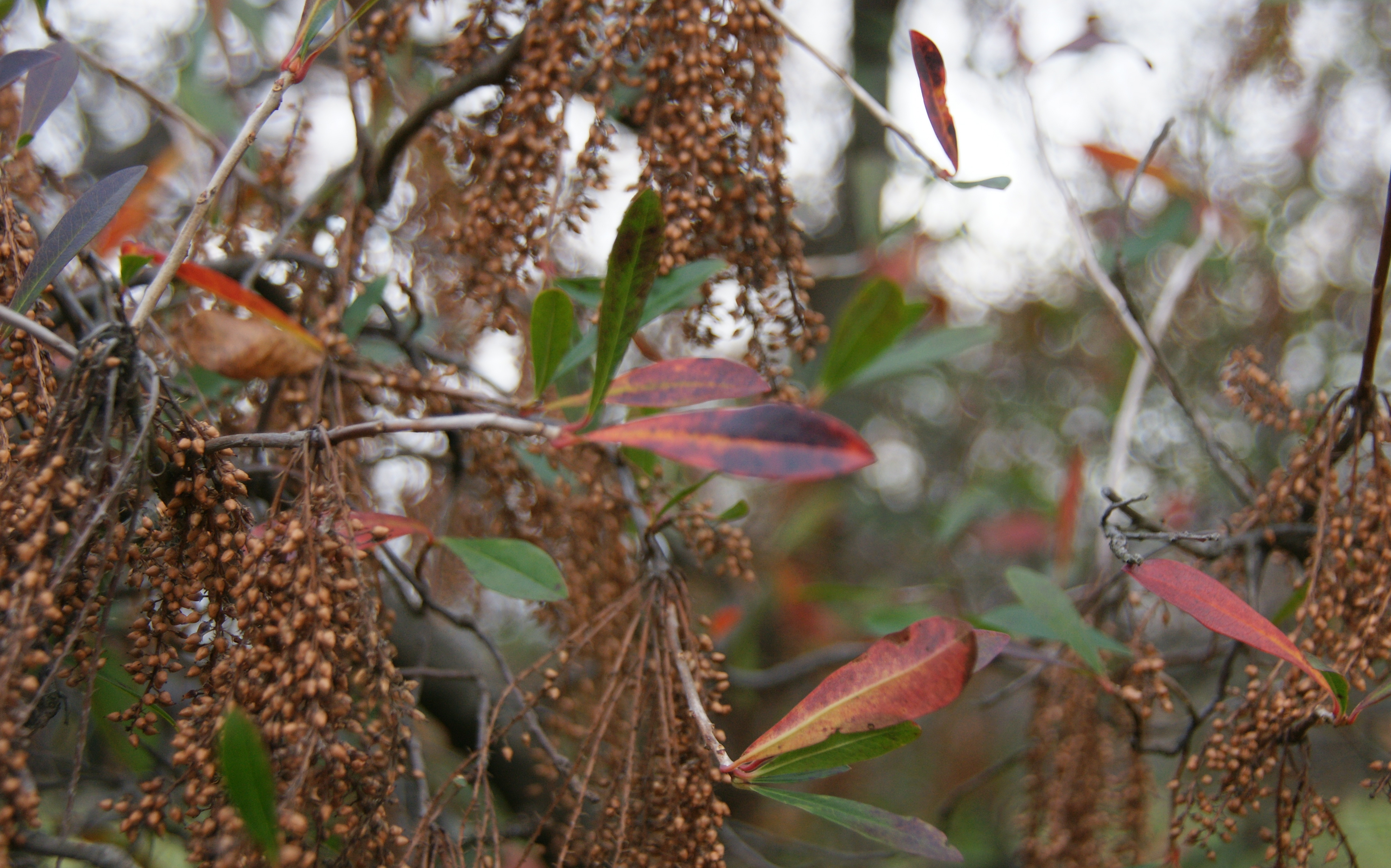